# Israel Soares de Paiva
Israel Soares de Paiva  Conforme documentos do Arquivo Público do Rio Grande do Sul faleceu em 21 de março de 1859. Filho do capitão Antônio Soares de Paiva (1761- cerca de 1825) e Bernardina de Azevedo Lima (1765 batismo-1837. Viúva de Antero José Ferreira de Brito e casada em segundas núpcias com Antônio em 9SET1790). Neto paterno do Capitão Joaquim Soares de Souza e Maria Joaquina da Conceição e materno de Domingos de Lima Veiga e de Gertrudes Paes de Araújo. Irmão de Tristão, Antônio (pai da Condessa de Porto Alegre), João e Maria José casada com o conselheiro João José de Andrade Pinto e que foi dama honorária das 3 imperatrizes brasileiras. Foi um comerciante e político brasileiro.
Construiu a edificação que ficaria conhecida como o Solar do Conde de Porto Alegre, entre 1820 e 1830. Era tio e tutor da condessa de Porto Alegre, Bernadina Soares de Paiva, segunda consorte do conde de Porto Alegre, tenente-general Manuel Marques de Sousa, tendo deixado o solar como herança para a sua sobrinha. Era também parente do 1.º visconde de Jaguari e do barão de Tramandaí. Casou-se com Belmira da Silva Lima e Paiva , filha do capitão Pedro de Souza Lobo (o Pedro Mandinga) e de Bernardina de Souza Lima Lobo.
Sua esposa foi madrinha de batismo da órfã Luciana de Abreu, tendo a família a incentivado na carreira literária.
Foi eleito suplente a deputado provincial na 1ª Legislatura da Assembleia Legislativa Provincial do Rio Grande do Sul, em 1835.
Em 1842, entrou em conflito com Joaquim Antônio Pinheiro, do Rio de Janeiro, por causa de uma série de dívidas acumuladas de 1825 a 1833.
Era proprietário de uma chácara em Porto Alegre entre a rua Sarmento Leite e a avenida João Pessoa.
Foi agraciado comendador.